# سفرهای گالیور (فیلم ۱۹۷۷)
«سفرهای گالیور» (انگلیسی: Gulliver's Travels (1977 film)) فیلمی در ژانر علمی–تخیلی و فانتزی به کارگردانی پیتر آر. هانت است که در سال ۱۹۷۷ منتشر شد. از بازیگران آن می‌توان به ریچارد هریس و راد تیلور اشاره کرد.